# Hydropsyche debirasi
Hydropsyche debirasi är en nattsländeart som beskrevs av Malicky 1974. Hydropsyche debirasi ingår i släktet Hydropsyche och familjen ryssjenattsländor. Inga underarter finns listade i Catalogue of Life.